# ケネス・ホィッティング (水上機母艦)
ケネス・ホィッティング（USS Kenneth Whiting, AV-14）は、アメリカ海軍のケネス・ホィッティング級水上機母艦のネームシップ。船名はラングレーを指揮し、航空母艦の多くの基本的な考え方を確立したと評価されたアメリカ海軍将校のケネス・ホィッティングに因む。
ケネス・ホィッティングはワシントン州タコマのシアトル・タコマ造船所で建造され、エドナ・アンドレセン・ホィッティング夫人の後援により1943年12月15日に進水した。

## 初期の活動
西海岸での海上公試後、1944年7月21日にサンディエゴを出航し、8月14日にサイパンに到着、マリアナ諸島での作戦に参加した。ケネス・ホィッティングのPB2Y部隊が行った偵察飛行により、連合軍の作戦成功に必要となる重要な情報が収集された。サイパンのタナパグ港では、日本軍が使用していた水上機用ランプを利用して整備施設を増強し、航空機の稼働率を向上させた。11月20日にコッソル水道に向けて出港し、3日後に現地で水上機母艦ポコモケ（AV-9）と交代し、1945年2月5日までパラオに留まった。

## 沖縄
2月6日、ウルシー環礁に到着したケネス・ホィッティングは、水上機の配備を開始した。3月11日、ケネス・ホィッティングがウルシー環礁を離れていた際、日本軍の特攻機2機が基地を攻撃、1機はソーレン島に墜落したが、2機目は空母ランドルフに激突した。4月2日にウルシー環礁を出発、グアムとサイパンで食料と物資の補給を行い、沖縄へ向かった。4月25日、沖縄に到着後、直ちに索敵と戦闘を開始した。5月11日、監視員はゲルム島の海岸で白旗を振っている29人の朝鮮人の一団を発見した。ケネス・ホィッティングからボートが下され、武装した船員が彼らを拘束し、座間味島の捕虜収容所に移送した。沖縄滞在中、ケネス・ホィッティングは船団の郵便局および航空機の生存者を収容するために運用されていた。
6月21日、ロイ・ガイガーが沖縄の安全を宣言してから5時間後の18時30分、神風特別攻撃隊の編隊が慶良間諸島に侵入した。ケネス・ホィッティングは一式戦闘機を撃墜したが、同機の一部が船体に命中し、船体への軽い損傷を負い、5名の負傷者を出した。しかし、その後も終戦まで沖縄での作戦を継続し、7月にはケネス・ホィッティングから発艦した航空機が日本、韓国および中国の海岸部の偵察を行い、第3艦隊の攻撃目標を探した。
ケネス・ホィッティングは9月19日に沖縄を出港し、2日後に佐世保に停泊した。その後中国に配備されることとなり、10月14日に香港に到着した。哨戒飛行隊（VPB）は哨戒任務に従事し、11月28日に解任されるまでこれを継続した。12月22日にサンフランシスコに到着し、572名の海軍将校が任務を終えた。終戦と核時代の到来により、ケネス・ホィッティングは1946年5月6日にサンディエゴを出発し、ビキニ環礁での核実験の支援部隊として活動した。その後8月30日にサンディエゴに戻り、10月30日にサンペドロに移動し、1947年5月29日に同地で退役した。

## 冷戦時代
ケネス・ホィッティングは1951年10月24日にサンディエゴで再就役し、極東での任務に就くため1952年3月13日に出航した。3月29日に横須賀に到着し、台湾巡視艦隊（CTF72）の旗艦として岩国、沖縄、台湾、スービック湾、香港を定期的に訪問し、10月16日に米国に向け出港した。
ワシントン州ブレマートンにてオーバーホールを行った後サンディエゴの沿岸での作戦に参加した。ケネス・ホィッティングは1953年3月2日に再び太平洋西部へ出航し、朝鮮戦争末期の水上機の作戦を支援した。
戦後、ケネス・ホィッティングは第7艦隊の活動を支援するため、毎年極東に派遣された。1955年夏には、中国国民党領の島々において共産主義者の度重なる圧力を受けたため、台湾および澎湖諸島の海域で行動した。1957年3月29日、ワシントン州のクレセント・ハーバーに到着した後、8月12日に再び極東遠征に出航。1958年1月31日にフィリピンのスービック湾を出港し、3月10日にクレセント・ハーバーに戻るまで第7艦隊で作戦を継続した。
ケネス・ホィッティングは9月30日にピュージェット湾で退役、1961年7月1日に海軍船籍から抹消され、1962年2月21日に売却された。

## 受章
ケネス・ホィッティングは第二次世界大戦の戦功により、2つの従軍星章を受章した。